# Speed painting
Speed Painting — это современный вид живописи, в котором создание одного произведения (картины) ограничивается определённым небольшим промежутком времени.
Для примера представителем и можно сказать родоначальником классического Speed painting считается Denny Dent, который рисовал полноценные портреты современных рок-звёзд размером 4'x6' за короткий промежуток времени, ограниченный звучанием одного из их произведений.
Создание такого рода картин отличается от традиционного отсутствием предварительной подготовки, предшествующей созданию картин, то есть без предварительных эскизов, а задача художника сводится к тому, чтобы без предварительной подготовки и в короткие сроки, используя краски и холст, создать полноценную реалистичную картину, имеющую сходство с предметом рисования. Такие работы имеют «нешлифованный» вид, тем самым подчеркивая важность каждого мазка, выполненного на холсте.
Также в настоящее время термином Speed Painting принято называть видеозапись процесса создания цифрового рисунка при помощи редакторов растровой графики, ускоренную таким образом, что весь 5-7 часовой процесс рисования цифровой картины умещается в 3-5 минутный видеоролик.
Такое мнение приобрело свою популярность за счет появления на сервисе YouTube большого количества коротких видеозаписей изображающих весь процесс создания цифрового рисунка от начала до конца, ставших очень популярными. Художником, укрепившим такое мнение, стал Niko De Matia, который называл свои работы не иначе как Speed Painting, придав тем самым этому термину новое значение.
Иногда «Speed Painting» рассматривают как жанр. Однако не следует путать с «быстроартом» — осуждающим названием для работ, выкладываемых автором в огромных количествах без старания, идеи и мастерства. Обычно к спидпейнту относятся работы, созданные за 2-4 часа.